# Cade McNown
(en) Statistiques sur pro-football-reference
Cade Brem McNown (né le 12 janvier 1977 à Portland, Oregon) est un quarterback de football américain.
Durant sa courte carrière, il a joué par les Bears de Chicago, les Dolphins de Miami, les 49ers de San Francisco et UCLA.